# Gewurztraminer (cépage)
Pour le vin d'Alsace, voir Gewurztraminer d'Alsace.
Le gewurztraminer Rs, ou gewürztraminer (il prend généralement un tréma sur le u, sauf en France), est un cépage à grains roses, de la famille des Traminers. Il est aussi appelé savagnin rose aromatique.

## Origine

### Historique
Son histoire est longtemps confondue avec celle du savagnin rose et pour cause : il est issu de ce dernier cépage dont il est une mutation plus aromatique. Les autres critères de distinction ampélographique sont identiques.
Son origine vient du Tyrol italien, où on parle allemand : Gewürz signifie « aromatique », Traminer de la ville de Tramin, dans le Sud Tyrol (Nord-Est de l'Italie). On a connaissance des cépages italiens depuis l'année 1000. Le climat froid du Nord-Est italien est similaire à celui de l'Allemagne et de l'Alsace : pour cela l'importation des cépages en Alsace a permis d'obtenir un excellent blanc comme en Italie.[réf. nécessaire]
Le nom de Gewürztraminer est attesté en Allemagne depuis le XVIe siècle. Il est cependant possible qu'il désignait alors soit le cépage connu sous ce nom aujourd'hui, soit le savagnin rose (alias Klevener).
Il semblerait que la première sélection française de cette forme aromatique ait eu lieu en Alsace. À partir du XIXe siècle, il est nommé distinctement du simple traminer. Victor Rendu, dans son ouvrage Ampélographie française, édition de 1857, le décrit sous le nom de « gentil rose ». La terminologie germanique ne permet pas toujours de distinguer le gewürztraminer du savagnin rose, tous les deux étant appelés traminer.

### Géographique
Le gewurztraminer représente environ 14 000 hectares dans le monde, dont 3 000 en France (dans le vignoble d'Alsace et en Lorraine, pour les Appellations d'Origine, mais aussi dans le Languedoc, en IGP ou Vin de France). En Alsace, il peut bénéficier de l'appellation alsace grand cru.
Au cours des années 1990, il s'en cultivait 930 hectares en Allemagne (surtout au Pays de Bade, en Palatinat et en Moselle allemande), 770 ha en Hongrie, 700 ha en Autriche, 500 ha en Italie (dont 150 au Tyrol du Sud), 200 ha en Croatie, 50 ha en Suisse et 20 ha au Luxembourg ; on note aussi sa présence dans le nord de l'Espagne (Somontano, Calatayud et Catalogne) et en Slovénie. Hors d'Europe, il est surtout présent aux États-Unis avec 2 500 ha, beaucoup moins en Afrique du Sud (300 ha) et en Australie (840 ha).

## Caractères ampélographiques

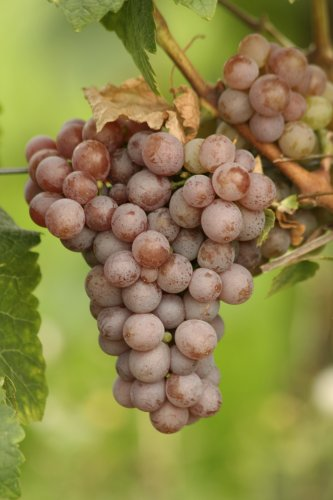
Grappe de gewürztraminer.

L'extrémité du jeune rameau est très velue.
Les feuilles adultes sont de petite taille, trilobées, avec un sinus pétiolaire peu ouvert ou à bords chevauchants, des dents courtes ogivales, un limbe bullé et parfois gaufré et tourmenté.
Les grappes sont petites. Les baies sont petites et sphériques, de couleur jaune-doré.

## Aptitudes

### Culturales
Le gewurztraminer est un cépage vigoureux, mais sensible à la coulure et peu productif. Il est généralement taillé long pour assurer une production suffisante. Sensible à la chlorose et au dessèchement de la rafle, il résiste bien au froid hivernal, même si sa précocité fait craindre les gelées printanières tardives.

### Sensibilité aux maladies
Ce cépage est relativement peu sensible à l'oïdium, à la pourriture grise et aux vers de la grappe. Les années favorables, il peut être attaqué par la pourriture noble.

### Technologiques
Le gewurztraminer est un cépage qui donne un moût riche en sucre, parfois manquant un peu d'acidité. Il donne un vin très aromatique avec des senteurs très caractéristiques de rose et de litchi.
Il peut être vinifié en vin blanc sec ou moelleux, parfois très sucré en vendange tardive ou en sélection de grains nobles.

### Accord gastronomique
Il s'accorde avec des fromages alsaciens aux goûts prononcés (munster), poissons grillés (parillade) ; il accompagne bien la cuisine asiatique ou indienne, notamment si elle est à base de lait de coco, de gingembre, etc. Consommé essentiellement en accompagnement des desserts, il peut aussi être servi seul en apéritif.

## Synonymes
Le gewurztraminer est aussi connu sous les noms suivants :
- Auvernas Rouge
- Blanc Brun
- Blanc Court
- Bon Blanc
- Christkindeltraube
- Christkindlestraube
- Clevener
- Clevner
- Crevena Ruziva
- Crovena Ruzica
- Dišeči Traminec
- Dreimaenner
- Dreimannen
- Dreipfennigholz
- Drumin
- Drumin Ljbora
- Duret Rouge
- Edeltraube
- Fermentin Rouge
- Fleischroth
- Fleischweiner
- Formentin Rouge
- Fourmenteau Rouge
- Frencher
- Fromente
- Fromenteau
- Fűszeres
- Fűszeres Tramini
- Gentil Rose Aromatique
- Gentil-duret Rouge
- Gentile Blanc
- Gertie
- Gewuerztraminer
- Gringet
- Gris Rouge
- Haiden
- Kirmizi Traminer
- Klaebinger
- Klaevner
- Kleinbraun
- Kleinwiener
- Livora
- Livora Cervena
- Mala Dinka
- Marzimmer
- Mirisavi Traminac
- Nature
- Nature Rose
- Noble Rose
- Nuernberger Rot
- Pinat Cervena
- Piros Tramini
- Plant Paien
- Princ Cerveny
- Princt Cervena
- Princt Cerveny
- Ranfoliza
- Rosentraminer
- Rotclevner
- Rotedel
- Roter Nuerberger
- Roter Nuernberger
- Roter Traminer
- Rotfranken
- Rothklauser
- Rothweiner
- Rothwiener
- Rotklaevler
- Rotklaevner
- Rotklevner
- Rousselet
- Runziva
- Rusa
- Ruska
- Ryvola
- Salvagnin
- Sauvagnin
- Savagnin
- Savagnin Jaune
- Savagnin Rosa Aromatique
- Savagnin Rose
- Savagnin Rose Aromatique
- Savagnin Rose Musque
- St. Klauser
- Termeno Aromatico
- Tramin Cerveny
- Tramin Korenny
- Traminac Crveni
- Traminac Diseci
- Traminac mirisavi
- Traminac Mirisavi Crveni
- Traminac Sivi
- Traminec
- Traminer
- Traminer Aromatico
- Traminer Epice
- Traminer Musque
- Traminer Parfume
- Traminer Rosa
- Traminer Rose Aromatique
- Traminer Rot
- Traminer Rozovyi
- Tramini Piros
- Trammener